# Marc Jolivet
Pour les articles homonymes, voir Jollivet et Jolivet.
Marc Jolivet, né le 17 juin 1950 à Saint-Mandé (Seine), est un humoriste, chanteur, acteur et metteur en scène français.

## Biographie

### Jeunesse
Marc Jolivet est né le 17 juin 1950 à Saint-Mandé (Seine).

### Famille
Issu d'une fratrie de quatre enfants, il est notamment le frère du réalisateur Pierre Jolivet. Ils sont les fils d'Arlette Thomas (voix de Titi et Caliméro, mais aussi voix française de Shirley MacLaine) et de Jacques Jolivet (également comédien). Il passe son adolescence à Maisons-Alfort, résidence Château Gaillard, quartier de Charentonneau où il fonde, avec son frère Pierre, une boîte de nuit, lieu de rencontre, le Thélème dans les caves de la résidence.

### Carrière
Il fut pendant quatre ans gentil organisateur au club Méditerranée où il monte des spectacles. En 1971, il écrit sa première pièce, 300.000 soleils ou les concierges de l'espace, jouée au Théâtre d'Edgar.
Dès 1973, les deux frères forment un duo. En 1975 il interprète la chanson Le Fils D'Hitler en compagnie de son frère. En 1976, ils sont les clowns Récho et Frigo sur TF1. Il joue l'intrus sur scène dans Comic Symphonic, Le Combat des chefs. Le duo se sépare en 1980 après le tournage du film Alors... Heureux ?. De 1981 à 1986, Marc Jolivet réalise ensuite deux longs-métrages et une dizaine de courts-métrages. Il se lance ensuite dans le one-man-show tout en continuant à écrire des films dans lesquels il apparaît.
En 1990, il triomphe pendant six mois au Café de la Gare, puis pendant deux ans en tournée, ce qui ne l’empêche pas d’écrire l’Avant-Journal télévisé pour France 2.
Marc Jolivet est un écologiste convaincu. Il s'est d'ailleurs présenté aux élections municipales à Paris en 1989 sous l'étiquette écologiste, obtenant 11,89 %.

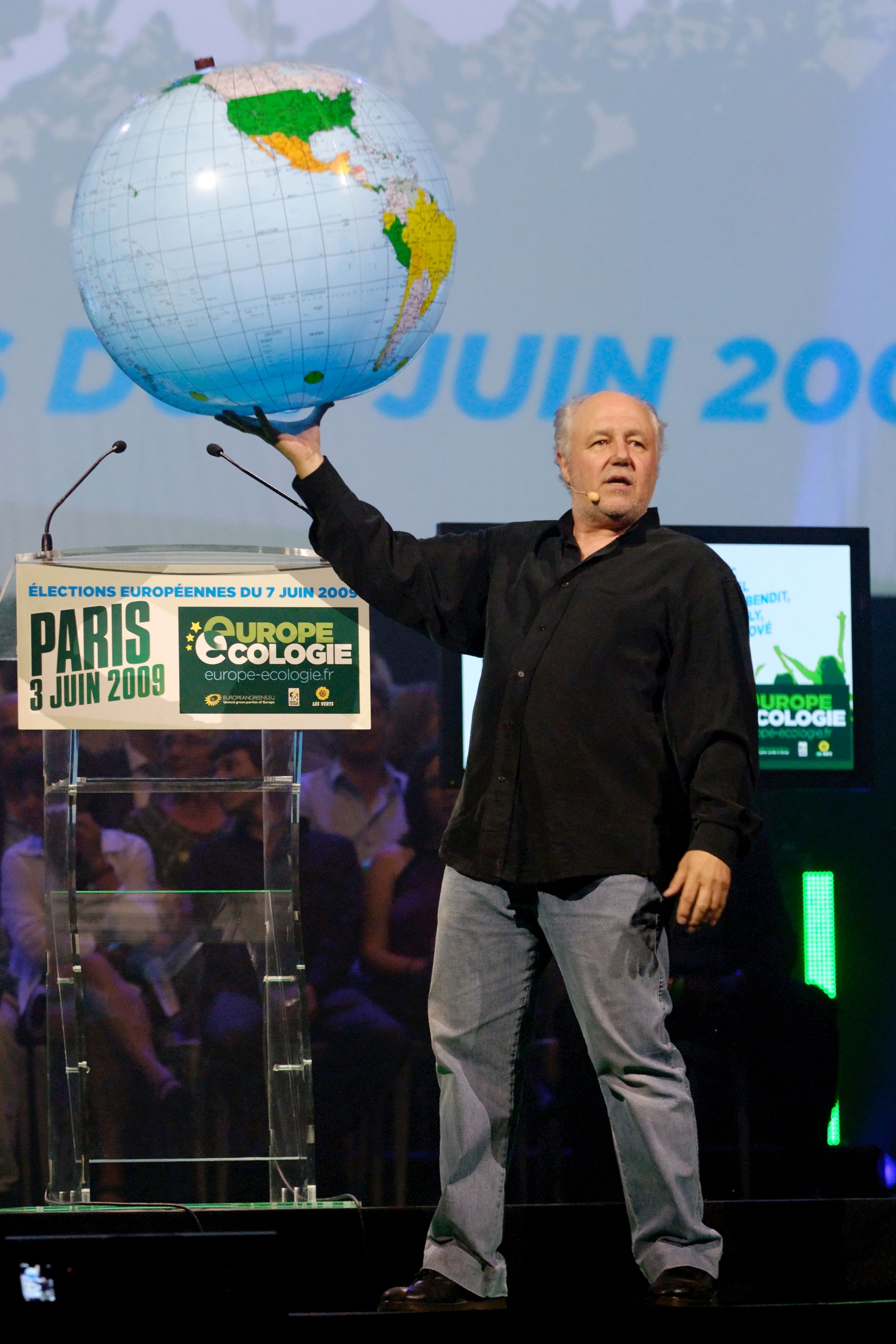
Marc Jolivet lors de la réunion publique d'Europe Écologie le 3 juin 2009

Depuis juin 2011, Marc Jolivet est membre de l'Académie Alphonse Allais.
Du mois d'octobre 2014 jusqu'à la mi-décembre, il a participé à la tournée des Éternels du Rire qui s'est produite dans toute la France.
En 2017, il a été le parrain de la 5e édition du Txiki Festival qui a eu lieu à Biarritz.

## Filmographie

### Acteur, réalisateur et scénariste
- 1980 : Alors... Heureux ? avec Claude Barrois et Pierre Jolivet
- 1983 : Ôte-toi de mon soleil (ou Diogène)
- 2004 : Concours de danse à Piriac (téléfilm)

### Acteur et scénariste
- 1993 : Les Kilos en trop (téléfilm) de Gilles Béhat
- 1993 : Le Paradis absolument de Patrick Volson
- 1995 : Sa dernière lettre de Serge Meynard
- 1998 : L'Imposteur de Gérard Louvin

### Acteur
- 1986 : Le Complexe du kangourou de Pierre Jolivet
- 1987 : Poule et Frites de Luis Rego
- 1989 : Force majeure de Pierre Jolivet
- 1989 : Les Cinq Dernières Minutes : Mort d'orque, réalisation Gérard Gozlan TV
- 1993 : À l'heure où les grands fauves vont boire de Pierre Jolivet
- 1995 : La Poudre aux yeux de Maurice Dugowson

### Doublage

#### Cinéma

##### Films
- 1978 : Grease : Sonny (Michael Tucci (en))
- 1978 : American College : John "Bluto" Blutarsky (John Belushi)
- 1987 : Le Secret de mon succès : Barney Rattigan (Christopher Murney)

#### Télévision

##### Séries télévisées
- 1974-1984 : Happy Days : Warren Weber dit « Potsie » (1974-1983) Anson Williams

## Théâtre

### Comédien

#### Pièces
- 1973 : À chacun son caramel, de Pierre Jolivet et Marc Jolivet, au café théâtre le Sélénite
- 1974 : Do you speak martien? mise en scène de Marc Jolivet, Théâtre Présent
- 1974 : Arlène Supin chez les Martiens de Marc Jolivet, mise en scène de l'auteur, Théâtre du Tertre
- 1986 : L’Amuse-gueule de Gérard Lauzier au Théâtre du Palais Royal
- 1988 : Des sentiments soudains de Jean-Louis Livi, mise en scène Jean Bouchaud, Théâtre de la Renaissance
- 1995 : Un ennemi du peuple de Henrik Ibsen, mise en scène Jean-Luc Tardieu, Espace 44, Nantes
- 2015 : Moi, Feydeau, De Gaulle et les autres, mise en scène de l'auteur, théâtre du Chien qui fume

#### One-man-shows et spectacles
- 1986 : Riez, riez, profitez-en mais n'oubliez pas qu'à mon âge Ronald Reagan n'était encore qu'un acteur...
- 1987 : Au Théâtre Libertaire de Paris.
- 1988 : Tu m'aimes combien ? au Théâtre Grévin
- 1990 : Au Café de la Gare
- 1992 : Cet homme va changer le monde au Théâtre Tristan-Bernard
- 1994 : Je t'aime Maël-Li au Palais des Glaces
- 1997 : Gnou au Splendid
- 1999 : Le Meilleur au Casino de Paris
- 2001 : Cet Homme Va Changer le Monde
- 2002 : L'Utopitre
- 2006 : Comic Symphonic
- 2008 : Mon frère l'ours blanc
- 2011 : 40 ans de scène
- 2012 : Tout ce qu'il faut savoir avant d'aller voter, avec Christophe Barbier, Gérard Miller et Claude Posternak
- 2012 : 41 ans de scène
- 2013 : Rêvons !
- 2016 : Distributeur d'oubli
- 2017 : Moi Président et Nous Présidents (version du spectacle avec Christophe Barbier)
- 2018 : 1 an après, avec la participation de sa fille Camille Jolivet

### Metteur en scène
- 2007 : La Folle Parenthèse de Liane Foly
- 2009 : Moi, Olympe de Gouges de Caroline Grimm, Petit Théâtre de Paris

## Publications
- 1994 : Iconoclaste, Paris, Plon,  (ISBN 2-259-18058-2).
- 2000 : L'utopitre, Paris, Flammarion.
- 2013 : Rêvons, Paris, Flammarion, coécrit avec Christophe Barbier.
- 2014 : Mémoires d'un appui-tête, Ed. de l'Aube, préface de Christophe Barbier.
- 2021 : Mémoires d'un artist'ocrate, Paris, Robert Laffont,  (ISBN 978-2-221-25415-8).

## Discographie
- 1975 : Le Fils d'Hitler, « Le fils d'Hitler », sur Encyclopedisque.fr (consulté le 28 octobre 2023)
- 1988 : Tu m'aimes combien, 45 tours Philips« Tu m'aimes combien », sur Encyclopedisque.fr (consulté le 18 mars 2023)

## Distinction
- 2000 : Grand prix Sacem de l'humour[réf. nécessaire]